# Alexandra Sicoe
Alexandra Sicoe (născută Taifas; n. 24 august 1932, Vâlcele, Olt, România – d. martie 2019) a fost o sprinteră română.
Ea a concurat la Jocurile Olimpice de Vară din 1952 în cursele feminine de 100 și 200 de metri. A fost multiplă campioană națională în probele de 100 m, 200 m, 400 m, ștafete și cros. A doborât de trei ori recordul național la 100 m, de șapte ori la 200 m și de trei ori la 400 m. A fost legitimată la C.S. Universitatea Cluj.

## Legături externe
- ALEXANDRA TAIFAS-SICOE, ATLETA DE EXCEPȚIE A CLUJULUI
- LEGENDELE ATLETISMULUI CLUJEAN la ora JUBILEULUI DE DIAMANT
- en Alexandra Sicoe la World Athletics
- en Alexandra Sicoe la Olympedia.org
- en  Alexandra Sicoe la athleticspodium.com